# Añalejo
Añalejo es una especie de calendario para los eclesiásticos, que señala el orden y rito del rezo y oficio divino de todo el año, según las rúbricas del misal y breviarios romanos. 
En cada diócesis se imprime el suyo distinto uno de otro e igualmente variado en cada uno de los institutos religiosos del reino y aún en sus provincias respectivas. En el reino de Aragón era conocido esta especie de calendario con el nombre de Gallofa, y en otras provincias con distintos nombres. 
Su composición es siempre en latín y llena de signos y cifras. Los prelados le confían siempre a eclesiásticos doctos de sus obispados, quienes corren con su impresión y corrección. 